# ژوسیه
ژوسیه فریه‌را ویه‌را (به پرتغالی: Jussiê Ferreira Vieira) مهاجم اهل برزیل است که در شهر Nova Venécia و در تاریخ ۱۹ سپتامبر ۱۹۸۳ به دنیا آمده‌است.
ژوسیه در تیم‌های فوتبال کروزیرو ،کاشیوا ریسول،لن،بوردو و الوصل امارات سابقهٔ حضور دارد.